# Sneeuwwitje en de zeven dwergen (1937)
Sneeuwwitje en de zeven dwergen (originele titel Snow White and the Seven Dwarfs) is een Amerikaanse animatiefilm uit 1937, geproduceerd door Walt Disney Animation Studios en uitgebracht door RKO Radio Pictures. Het verhaal van de film is gebaseerd op het gelijknamige sprookje zoals dat in de 19e eeuw opgetekend werd door de gebroeders Grimm.
De film betekende voor zowel Disney als voor het genre animatiefilm als zodanig een mijlpaal. Het was de allereerste Amerikaanse animatiefilm ooit die langer dan een uur duurde. Tevens was het de eerste in de reeks van lange animatiefilms van The Walt Disney Company, die tot op heden doorloopt.

## Verhaal
De jonge prinses Sneeuwwitje woont in bij haar jaloerse en uitermate ijdele stiefmoeder. Bang dat Sneeuwwitje op een dag mooier zal worden dan zij, laat de koningin haar stiefdochter altijd het vuile werk opknappen. Via een magische spiegel controleert de koningin dagelijks of zij nog altijd de mooiste van het land is.
Wanneer Sneeuwwitje op een dag weer bezig is met schoonmaken, komt er een prins langs die haar zijn liefde verklaart. De angst van de koningin blijkt werkelijkheid geworden: Sneeuwwitje is nu mooier dan zijzelf (ook omdat Sneeuwwitje, geheel in tegenstelling tot de koningin, in staat is tot liefhebben). 
Onmiddellijk geeft de koningin aan haar hofjager het bevel om Sneeuwwitje naar het bos te brengen en haar daar te vermoorden. Als bewijs moet hij haar hart terugbrengen. De jager kan dit echter niet opbrengen en hij maant Sneeuwwitje om zo ver mogelijk uit de buurt van het paleis te vluchten. Om de koningin te misleiden geeft de jager haar het hart van een zwijn.
Sneeuwwitje dwaalt wanhopig door het bos, totdat ze uiteindelijk ineenzakt op een open plek. Enkele dieren uit het bos schieten haar te hulp. Sneeuwwitje vraagt de dieren of zij toevallig nog een huisje weten, en zo komt ze terecht in het huisje van de zeven dwergen. De dwergen zijn op dat moment niet thuis, ze werken overdag in de mijnen. Sneeuwwitje besluit het huisje maar eens grondig schoon te maken, wat zeer nodig is. De dieren helpen erbij. 
Als ze 's avonds thuiskomen, schrikken de dwergen eerst erg wanneer ze Sneeuwwitje in een van hun bedden aantreffen, maar nadat ze met haar kennis hebben gemaakt en Sneeuwwitje haar levensgeschiedenis heeft verteld ontstaat er al snel een hechte band. Doordat de dwergen overdag altijd aan het werk zijn komen ze thuis nooit toe aan zaken als schoonmaken. Het huis is dan ook een enorme bende. Op voorwaarde dat ze voortaan voor hen kookt en schoonmaakt mag Sneeuwwitje blijven. Sneeuwwitje ziet erop toe dat de dwergen zich ordelijk gedragen,
Door haar magische spiegel ontdekt de koningin inmiddels het bedrog van de jager. Ze komt er ook achter waar Sneeuwwitje zich nu bevindt, waarop ze besluit zelf in actie te komen. Ze vermomt zich met behulp van een toverdrank als een oude koopvrouw. Ook maakt ze een giftige appel; degene die ervan eet zal in een diepe, schijndode slaap belanden. Deze betovering kan enkel verbroken worden door een liefdeskus. 
In haar vermomming begeeft de koningin zich naar het huisje van de dwergen, waar ze aanklopt op het moment dat Sneeuwwitje alleen is. De dieren doorzien de vermomming en proberen Sneeuwwitje te waarschuwen, maar vergeefs; Sneeuwwitje vertrouwt de vrouw en neemt haar mee naar binnen. De koningin vertelt dat wie van de appel eet, zijn/haar grootste wens in vervulling zal zien gaan. Sneeuwwitje wenst dat ze met de prins zal worden herenigd. Vervolgens neemt ze een hap van de appel, waarna de vloek zich voltrekt: Sneeuwwitje valt ogenschijnlijk dood neer.
De dieren hebben inmiddels de dwergen gewaarschuwd, maar die komen net te laat. Net op het moment dat de koningin het huisje van de dwergen weer verlaat, zijn de dwergen zelf ter plekke. Ze zetten de achtervolging in, dwars door een hevig onweer. De koningin klimt naar de top van een hoge rots en probeert vanaf daar een groot rotsblok los te wrikken en dit over de dwergen heen te laten rollen. Voordat dit lukt, wordt de rots echter getroffen door een blikseminslag. Het stuk rots waar de koningin op staat breekt af, waarna ze in de diepte valt.
De dwergen kunnen het niet aan om de ogenschijnlijk dode Sneeuwwitje te begraven. In plaats daarvan maken ze een glazen kist waarin ze kan rusten. Seizoenen gaan voorbij, totdat de prins – die nog altijd naar Sneeuwwitje op zoek is – het huisje van de dwergen bezoekt. Hij kust Sneeuwwitje en verbreekt zodoende de vloek. Hierna rijdt hij samen met Sneeuwwitje op zijn paard naar zijn kasteel, waar ze zullen trouwen.

## Personages
- Sneeuwwitje: ze is het hoofdpersonage van de film. Ze heeft zwart haar, en een sneeuwwitte huid en koraalrode lippen. Volgens de toverspiegel is ze de mooiste van het land, daarom wil de koningin haar vermoorden.
- Koningin: deze jaloerse dame vindt zichzelf de mooiste van het land. Ze heeft een toverspiegel, en zo ontstaan de legendarische woorden "Spiegeltje, Spiegeltje aan de wand, wie is de mooiste van het land?"
- De prins: heeft een niet erg grote maar wel heel belangrijke rol in het verhaal. In het begin van de film leert hij Sneeuwwitje kennen en wordt verliefd op haar. Op het einde ziet hij Sneeuwwitje in de glazen kist liggen en geeft haar een kus, waardoor Sneeuwwitje weer tot leven komt.
- De jager: heeft niet echt een belangrijke rol. Hij krijgt aan het begin van de film de opdracht om Sneeuwwitje te vermoorden, maar komt terug met een varkenshart. Wat er daarna met hem gebeurt, blijft onbekend.
- De Zeven Dwergen:
  1. Doc: de hoofddwerg, hij verspreekt zich vaak en kan de zegswijzen niet uit elkaar houden. Hij draagt een bril. Hij is degene die de diamanten test in de mijn.
  2. Stoetel (Dopey): de onhandigste dwerg, de enige zonder baard; hij kan niet praten en is altijd het slachtoffer van de andere dwergen.
  3. Giechel (Happy): blijft meer op de achtergrond en houdt van lachen.
  4. Grumpie (Grumpy): deze boze en chagrijnige dwerg verandert in de loop van het verhaal tot een lieve en meelevende dwerg. Hij houdt niet van vrouwen, maar verandert van mening als hij een kus van Sneeuwwitje krijgt.
  5. Niezel (Sneezy): blijft meer op de achtergrond; hij niest zo hard, dat alles om hem heen door de lucht vliegt.
  6. Bloosje (Bashful): blijft meer op de achtergrond; als men hem aanspreekt, begint hij spontaan te blozen.
  7. Dommel (Sleepy): blijft meer op de achtergrond, hij valt overal in slaap en wordt gekenmerkt door de vlieg die steeds om zijn neus zoemt.

## Verschillen met het sprookje
In grote lijnen volgt de verhaallijn van de film het sprookje zoals dat werd opgetekend door de Gebroeders Grimm. Er zijn echter een paar opmerkelijke verschillen:
- In het sprookje komt ook Sneeuwwitjes echte moeder voor. Zij wordt in de film niet gezien, noch wordt er over haar gesproken. Dit geldt ook voor haar echte vader.
- In het sprookje ziet het huisje van de dwergen er keurig uit als Sneeuwwitje er aankomt. In de film is het er een grote bende.
- In het sprookje bezoekt de koningin het huisje van de dwergen drie keer, steeds in een andere vermomming, maar de eerste twee keer mislukt haar aanslag. In de film komt ze maar één keer langs.
- In het sprookje is de appel maar half vergiftigd. De koningin snijdt hem in tweeën en eet van de ongevaarlijke helft, waardoor Sneeuwwitje denkt dat eten van de appel geen kwaad kan.
- In het sprookje wordt de betovering niet verbroken door de kus, maar doordat tijdens het transport van de glazen kist naar het kasteel van de prins het stukje appel losschiet uit Sneeuwwitjes keel.
- In het sprookje komt Sneeuwwitjes stiefmoeder op een andere manier aan haar einde: op de bruiloft van Sneeuwwitje en de prins wordt ze gearresteerd en veroordeeld tot het dragen van hete ijzeren schoenen tot haar dood.
- In het sprookje worden de dwergen niet bij naam genoemd. De namen voor de dwergen werden tijdens de productie door Disney gekozen uit een lijst van vijftig mogelijke namen. Alleen de naam Grumpy was al ruim van tevoren bedacht door Disney.[2]

## Productie en bewerkingen

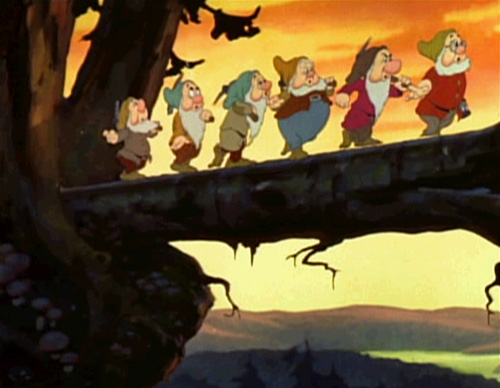
De dwergen keren huiswaarts

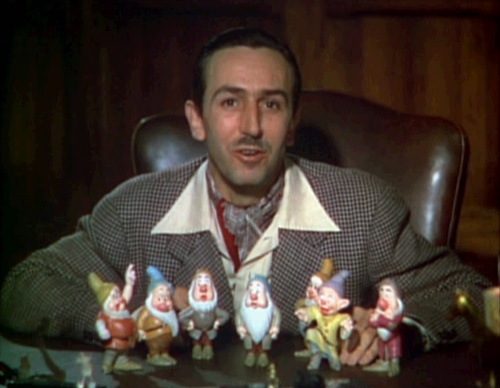
Walt Disney stelt elk van de zeven dwergen voor aan het publiek in een scène uit de originele uitgave van de film.

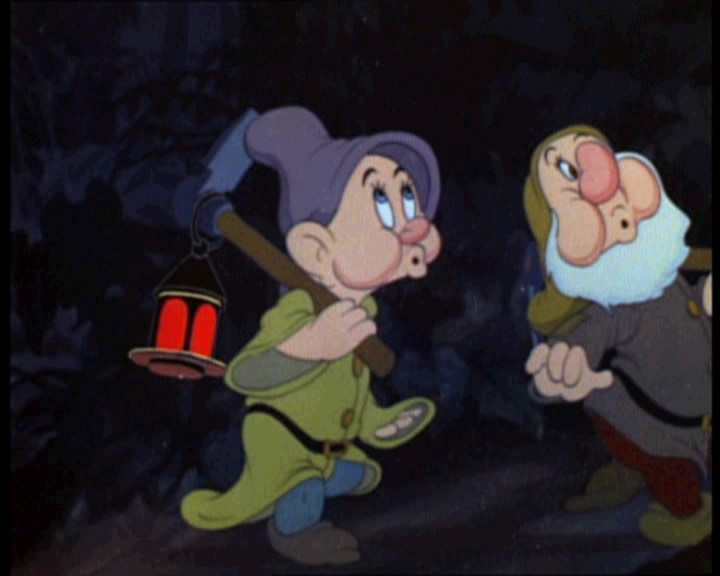
Screenshot uit de trailer

De voorproductie van Snow White and the Seven Dwarfs begon in 1934. In juni van dat jaar onthulde Walt Disney voor het eerst aan The New York Times dat hij bezig was met de film. Tot dan toe was Disney vooral bekend van korte animatiefilmpjes. Met het maken van een lange tekenfilm hoopte hij zijn markt te kunnen uitbreiden. Hij rekende voor de film een budget van $250.000, ongeveer tien keer zoveel als het productiebudget voor de korte filmpjes. In november werd het personage Dopey geïntroduceerd.
De film begint met het tonen van enkele bladzijden uit een boek, waarin het begin van het sprookje wordt verteld. (Deze manier van de film inleiden is later nog eens gebruikt bij onder meer Assepoester, Doornroosje en Jungleboek; de intro van Belle en het Beest vertoont enige overeenkomst.) In de nagesynchroniseerde Nederlandstalige versie wordt de tekst daarbij hardop voorgelezen.
In het oorspronkelijke script waren meer elementen uit het oorspronkelijke verhaal verwerkt, zoals de giftige kam. Ook zou hier een grotere rol zijn weggelegd voor de prins: hij zou bijvoorbeeld door de koningin in een kerker worden gezet om te verdrinken, waarna de dieren hem hielpen ontsnappen. Daarna zou de prins hebben geprobeerd om Sneeuwwitje nog op tijd te waarschuwen voor de vergiftigde appel, maar in het bos zijn verdwaald.
Walt Disney kwam flink wat problemen tegen bij het produceren van de film. Zowel zijn broer en zakenpartner Roy Disney als zijn vrouw Lillian zagen niks in de productie van een lange speelfilm. Ook de filmindustrie van Hollywood was sceptisch over Disneys plan. Disney kreeg nauwelijks financiële steun, en moest een hypotheek op zijn huis nemen om de film te kunnen financieren. De kosten voor de film bleken veel groter dan gepland, en stegen tot $1.488.422,74, destijds een recordbedrag voor een film.
De film was drie jaar in productie, mede omdat Disney de kwaliteit ervan hoog in het vaandel had staan. Op 21 december 1937 ging hij op het Carthay Circle Theatre in première. Veel tekentechnieken die later standaard werden voor animatiefilms moesten speciaal voor de productie van Sneeuwwitje worden uitgevonden, zoals een manier om menselijke personages realistisch te tekenen.
De eerste Nederlandse nasynchronisatie van Disney's Sneeuwwitje kwam uit in 1938, met Cecilia Bach als stem van Sneeuwwitje. De stemmenregie werd gedaan door Max Tak, die tevens de vertaling voor zijn rekening nam, en Kurt Gerron. Deze versie werd in Amsterdam opgenomen, samen met de Duitse versie. De allereerste versie werd niet geschikt bevonden voor kinderen onder de veertien jaar. Nadat enkele scènes die te eng werden geacht voor jonge kinderen waren weggeknipt, werd in februari 1939 de film herkeurd voor alle leeftijden. Harrie Geelen maakte in 1984 een nieuwe nasynchronisatie, omdat de nasynchronisatie uit 1938 lastig te verstaan werd en het taalgebruik gedateerd was. In de jaren 90 zijn enkele stemmen voor de home release vervangen, omdat deze 'te eng' voor kleine kinderen zouden zijn. Er was ook een langspeelplaat verkrijgbaar, die later ook op cassette is verschenen. Hierop stond het luisterverhaal in het kort met enkele liedjes. Deze liedjes hadden andere arrangementen en toonsoorten dan de liedjes in de film. Onder andere Helen Shepherd en Piet Ekel verleenden hier hun stemmen aan. Dit wordt vaak verward met de eerste nasynchronisatie van de film.

### Strip
Hank Porter en Merrill de Maris maakten in het jaar waarin Snow White and the Seven Dwarfs uitkwam een stripversie, gebaseerd op het oorspronkelijke filmscenario dat achteraf werd ingekort. Deze strip verscheen in 1984 ook in het Nederlands in de Donald Duck.

## Liedjes
De liedjes in de film werden gecomponeerd door Frank Churchill en Larry Morey. Paul J. Smith en Leigh Harline componeerden de overige achtergrondmuziek. Omdat Disney ten tijde van de productie nog niet beschikte over zijn eigen muziekuitgever, werden de auteursrechten op de liedjes geregeld via de muziekuitgever Bourne Co, die de rechten nog steeds beheert. 
Originele soundtrack
1. I'm wishing / One song, gezongen door Adriana Caselotti en Harry Stockwell
2. With a smile and a song, gezongen door Adriana Caselotti
3. Whistle while you work, gezongen door Adriana Caselotti
4. Dig-a-dig-dig / Heigh-Ho, gezongen door Roy Atwell, Pinto Colvig, Billy Gilbert, Otis Harlan en Scotty Mattraw
5. Bluddle-uddle-um-dum, gezongen door Roy Atwell en Pinto Colvig
6. A silly song, gezongen door Roy Atwell, Pinto Colvig, Billy Gilbert, Otis Harlan en Scotty Mattraw
7. Someday my prince will come, gezongen door Adriana Caselotti
8. Love's first kiss, gezongen door Harry Stockwell en het koor

Nederlandse soundtrack (1938), vertaald door Max Tak.
1. Dan wens ik / Zingen, gezongen door Frieda van Hessen en Lex Karsemeijer
2. Met een lach en een lied, gezongen door Frieda van Hessen
3. Fluit terwijl je werkt, gezongen door Frieda van Hessen
4. Bik, bik, bik / Hei-Ho, gezongen door Louis de Bree, Johan Kaart jr., Lucas Wensing, Frits van Dijk, Wam Heskes en Coen Hissink
5. Waschlied, gezongen door Louis de Bree en Johan Kaart jr.
6. Feest in het dwergenhuisje, gezongen door Wam Heskes en Coen Hissink
7. Eens als mijn Prins mij vindt, gezongen door Frieda van Hessen
8. Liefdes Eersten Kus, gezongen door Lex Karsemeijer en het koor

Nederlandse soundtrack (1984), vertaald door Harrie Geelen.
1. Wenslied / 't Meisje waar ik van hou, gezongen door Bernadette Kraakman en Robert Long
2. Ook al heb je verdriet, gezongen door Bernadette Kraakman
3. Fluitje van een cent, gezongen door Bernadette Kraakman
4. Tik, tak / Hé-Ho, gezongen door Jules Croiset, Coen Flink, Harrie Geelen, Wim T. Schippers en Paul Haenen
5. Badlied, gezongen door Jules Croiset en Coen Flink
6. Jodellied, gezongen door Jules Croiset, Coen Flink, Harrie Geelen, Wim T. Schippers en Paul Haenen
7. Eens rijdt mijn prins voorbij, gezongen door Bernadette Kraakman
8. Haar eerste kus, gezongen door Robert Long en het koor

Nederlandse soundtrack (1994), vertaald door Harrie Geelen.
1. Wenslied / 't Meisje waar ik van hou, gezongen door Bernadette Kraakman en Marcel Reijans
2. Ook al heb je verdriet, gezongen door Bernadette Kraakman
3. Fluitje van een cent, gezongen door Bernadette Kraakman
4. Tik, tak / Hé-Ho, gezongen door Herman van Doorn, Wim Jan van Deuveren, Paul Erkamp, Edward Reekers, Pim Roos en Max Werner
5. Badlied, gezongen door Jules Croiset en Coen Flink
6. Jodellied, gezongen door Herman van Doorn, Wim Jan van Deuveren, Paul Erkamp, Edward Reekers, Pim Roos en Max Werner
7. Eens rijdt mijn prins voorbij, gezongen door Bernadette Kraakman
8. Haar eerste kus, gezongen door Marcel Reijans en het koor

Nederlandse lp-plaat (1973), vertaald door Martine Bijl
1. Ik droomde, gezongen door Helen Shepherd
2. Met een lach en een lied, gezongen door Helen Shepherd
3. Een wijsje bij het werk, gezongen door Helen Shepherd
4. Tik, tik, tik / Ziezo, gezongen door Ger Smit, Henk van der Molen en Piet Ekel
5. Eens komt mijn prins terug, gezongen door Helen Shepherd
6. Eenmaal, gezongen door Ger Smit

## Rolverdeling
De film verscheen oorspronkelijk in het Engels en is in de loop der jaren meerdere malen nagesynchroniseerd voor de Nederlandstalige markt. Een overzicht van de verschillende stemacteurs:
| Engels         | Engels            | Nederlands              | Nederlands                                     | Nederlands          | Nederlands                                               |
| Rol            | Stem              | Rol                     | Stem in 1938                                   | Stem in 1984        | Stem in 1994                                             |
| -------------- | ----------------- | ----------------------- | ---------------------------------------------- | ------------------- | -------------------------------------------------------- |
| Snow White     | Adriana Caselotti | Sneeuwwitje             | Cecilia Bach (spraak) Frieda van Hessen (zang) | Bernadette Kraakman | Bernadette Kraakman                                      |
| The Evil Queen | Lucille La Verne  | Boze Koningin Grimhilde | Tilly Perin-Bouwmeester                        | Marlies van Alcmaer | Liz Snoyink (als koningin) Marjol Flore (als bedelvrouw) |
| Doc            | Roy Atwell        | Doc                     | Louis de Bree                                  | Jules Croiset       | Jules Croiset                                            |
| Grumpy         | Pinto Colvig      | Grumpie                 | Johan Kaart                                    | Coen Flink          | Coen Flink                                               |
| Sleepy         | Pinto Colvig      | Dommel                  | Lucas Wensing                                  | Harrie Geelen       | Harrie Geelen                                            |
| Sneezy         | Billy Gilbert     | Niezel                  | Frits van Dijk                                 | Harrie Geelen       | Harrie Geelen                                            |
| Happy          | Otis Harlan       | Giechel                 | Wam Heskes                                     | Wim T. Schippers    | Wim T. Schippers                                         |
| Bashful        | Scotty Mattraw    | Bloosje                 | Coen Hissink                                   | Paul Haenen         | Paul Haenen                                              |
| The Prince     | Harry Stockwell   | Prins                   | Lex Karsemeijer                                | Robert Long         | Marcel Reijans                                           |
| Magic Mirror   | Moroni Olsen      | Toverspiegel            | Paul Huf                                       | Hero Muller         | Lou Landré                                               |
| The Huntsman   | Stuart Buchanan   | Jager                   | Frans Vroons                                   | Coen Flink          | Cees van Oyen                                            |
| The Narrator   | n.v.t.            | Verteller               | n.v.t.                                         | Harrie Geelen       | Carol van Herwijnen                                      |

- De dwergen hebben hun Engelse namen behouden in de Nederlandse nasynchronisatie van 1938. Pas in 1984 kregen ze Nederlandse namen.
- In de Nederlandse nasynchronisatie uit 1994 zijn de stemmen van de dwergen veranderd als zij in koor zingen.
- De Nederlandse nasynchronisaties uit 1938 en 1984 mogen officieel niet meer worden vertoond.[bron?]
- In 1984 werd de regel "Hei-ho, hei-ho, het werk is weer gedaan" vervangen door "He ho, he ho, je krijgt het niet cadeau". Dit leidde tot milde ophef, omdat het de dwergen zwartgalliger zou maken.[13]

## Ontvangst
Sneeuwwitje en de zeven dwergen ging op 21 december 1937 in première in het Carthay Circle Theatre, en in tegenstelling tot wat veel critici hadden verwacht, werd de film een groot succes. Zelfs veel mensen die aanvankelijk tegen Disneys plan waren geweest om de film te maken, feliciteerden hem nadien met het resultaat. Het tijdschrift Time besteedde een groot artikel aan de film, en ook in The New York Times verscheen een artikel dat besloot met "Thank you very much, Mr. Disney".
Bij de originele uitgave bracht de film in de VS in eerste instantie acht miljoen dollar op.

## Prijzen en nominaties
- Disney ontving voor deze allereerste tekenfilm die langer dan één uur duurt, een speciale Academy Award, de Honorary Award. Voor de gelegenheid werd het traditionele beeldje van de Oscar hiervoor vervangen door een groot beeld en zeven kleintjes.
- Ook werd de film nog genomineerd voor een Oscar voor de beste muziek (Leigh Harline).
- De film won in 2002 de Amerikaanse prijs voor Academy of Science Fiction, Fantasy & Horror Films Saturn Award voor beste dvd-uitgave van een klassieke film.
- Bij de DVD Exclusive Awards won de film in 2001 de Video Premiere Award in de categorie Best overall new extra features en Library Title die naar David Jessen ging. Tevens werd Sneeuwwitje hierbij genomineerd voor twee ander Video Premiere Awards in de categorieën Best DVD Menu Design en Best New, Enhanced or Reconstructed Movie Scenes (voor respectievelijk producer Jeff Kurtti en producer Michael Pellerin (Buena Vista)).
- De Motion Picture Screen Cartoonists Awards won de inmiddels overleden Walt Disney in 1987 postuum als een Special Award ter ere van de 50e verjaardag van de film.
- Ook de National Film Preservation Board kende aan deze film in 1989 de titel National Film Registry toe.
- Ook bij de New York Film Critics Circle Awards van 1939 won Walt Disney een Special Award voor deze film.
- Bij het filmfestival van Venetië won Walt Disney als producer in 1938 ook een zogenaamde Grand Biennale Art Trophy.

In 1989 werd de film opgenomen in het National Film Registry. Sneeuwwitje en de zeven dwergen en Fantasia, een andere film van Disney, waren de enige animatiefilms die in 1997 werden opgenomen in de lijst van 100 beste films van het American Film Institute.
Sneeuwwitje en de zeven dwergen staat ook op de Walk of Fame. Er staat wel bij dat er sprake is van een "motion picture". Vanaf welk jaar is niet bekend, maar hij is te zien bij 6912 Hollywood Blvd.